# 플리머스록

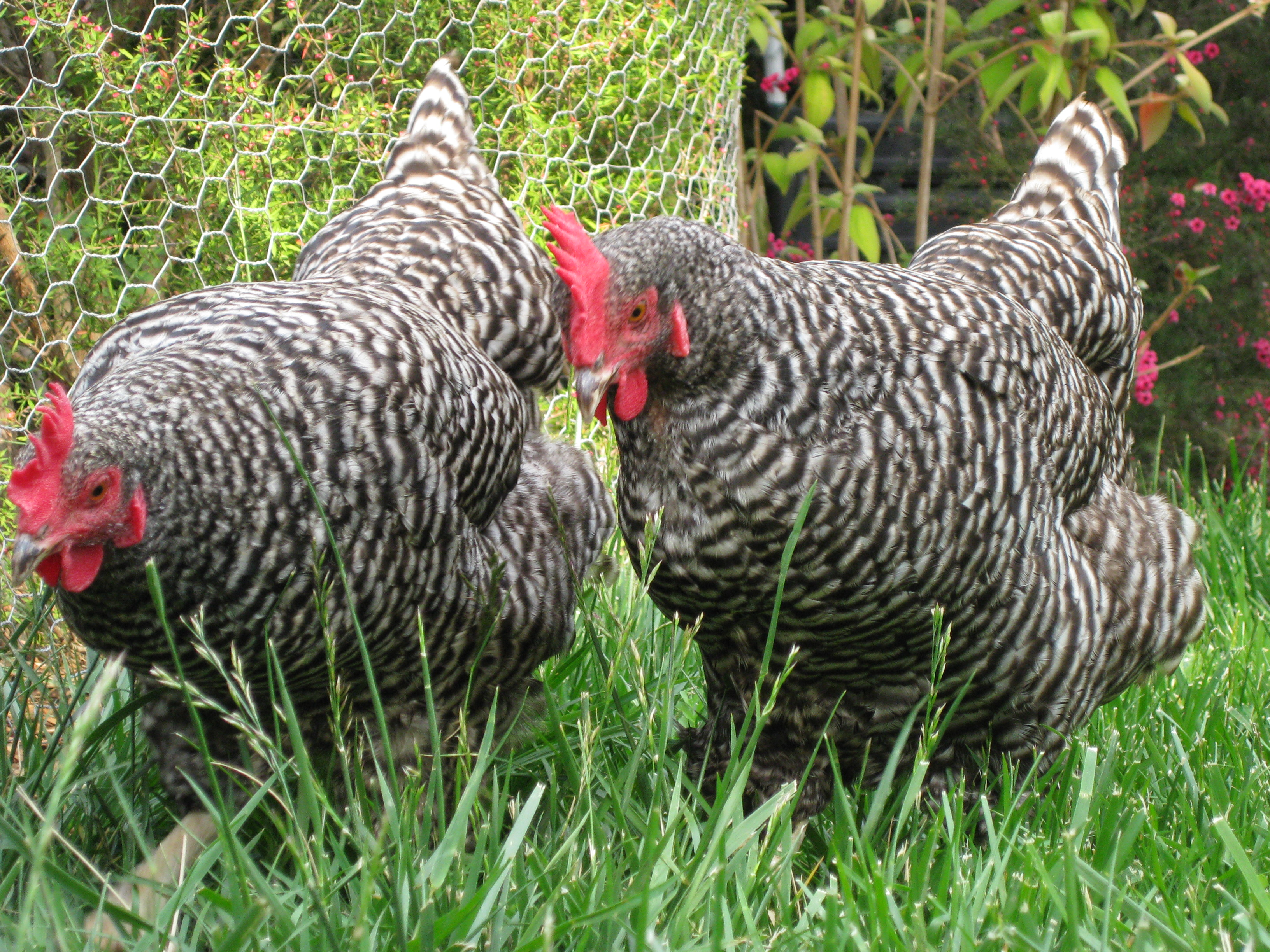
횡반 플리머스록 품종의 암탉

플리머스록(영어: Plymouth Rock chicken)은 닭 품종의 일종으로, 19세기 미국 매사추세츠주에서 처음 개량된 이래로 미국 전역에서 기르고 있다. 흰 바탕깃에 검은 횡반무늬가 특징이다. 고기와 알을 동시에 얻기 위해 기르는 난육겸용종으로, 갈색 알을 낳는다. 추위에 강하고 관리하기가 쉬우며, 번식률이 뛰어나고 알을 많이 낳고, 육추를 잘 한다는 장점이 있다.

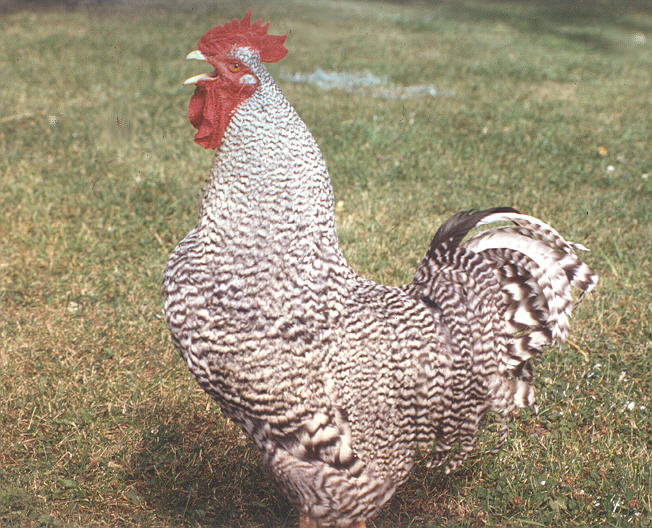
횡반 플리머스록 품종의 수탉

대한민국에는 1909년 한국 중앙회가 일본으로부터 횡반 및 백색 품종을 도입해 1910년 농사시험장(권업모범장) 에서 사육했으며 생산가치가 풍부한 종임을 인정하며 횡밤플리머스록종을 장려종으로 결정했다. 
정강이나 발에 약간의 솜털이나 깃털이 있으면 실격이고, 다리색이 노란색이 아니거나 귓불의 색이 흰색이면 실격이고, 횡반플리머스록은 내종 고유의 색이 아닐 경우 실격된다.